# Julius Pastorius
Julius Josef Pastorius (* 9. Juni 1982) ist ein amerikanischer Jazzmusiker (Schlagzeug). 

## Leben und Wirken
Pastorius, Sohn von Jaco Pastorius, spielte zunächst Bass, bevor er ans Schlagzeug wechselte. In Südflorida leitete er die Band Way of the Groove, in der er mit seinem Zwillingsbruder Felix Pastorius die Rhythmusgruppe bildete. Seit 2008 gehört er zu The Heavy Pets, mit denen er zwei Alben veröffentlichte. Diverse Memorial-Konzerte für seinen Vater spielte er mit seinem Bruder, mit dem er auch in der Band 7th World von Robert Thomas Jr. tätig war.
Mit Mike Stern konzertierte er 2011 auf dem Jazzfestival von Sant’Anna Arresi. In Deutschland trat er 2012 mit der Band von Ralph Herrnkind auf. Er ist auch auf Randy Bernsens Album Grace Notes (2015) zu hören.